# 中路定年
中路 定年（なかじ ていねん、生没年不詳）とは、江戸時代の京都の絵師。

## 来歴
師系・経歴不明。京都の人。雲岫、橘林軒と号す。雪舟流の画法を学び、作画期は享保から寛延のころにかけてとされ、絵手本を残す。寛延頃に没したという。

## 作品
- 『画本図貨』　絵手本　※享保16年（1731年）刊行
- 『画本必用』　絵手本　※宝暦元年（1751年）刊行